# آماپیانو
آماپیانو (به انگلیسی: Amapiano) یک سبک موسیقی رقص الکترونیک است که در اوایل دهه ۲۰۱۰ میلادی در آفریقای جنوبی شکل گرفت. نام «Amapiano» در زبان زولو به معنی «پیانوها» است و به‌نوعی اشاره به ساز کلیدی این ژانر دارد. آماپیانو تلفیقی از ژانرهای هاوس، جاز، دیپ هاوس و موسیقی سنتی آفریقایی است و با بیس‌های عمیق، آکوردهای پیانو پررنگ، و ریتم‌های آرام و روان شناخته می‌شود.
این سبک در شهرهای ژوهانسبورگ و پرتوریا به‌ویژه میان جوانان محبوب شد و سپس به‌سرعت در سراسر آفریقای جنوبی و کشورهای همسایه گسترش یافت. در سال‌های اخیر، آماپیانو به یک پدیده جهانی تبدیل شده و در جشنواره‌ها و کلاب‌های اروپایی و آمریکایی هم شنیده می‌شود.

## تأثیر فرهنگی
آماپیانو نه تنها در صحنه موسیقی آفریقای جنوبی بلکه در سطح بین‌المللی الهام‌بخش بسیاری از دی‌جی‌ها و تهیه‌کنندگان شده است. این ژانر همچنین بخشی از جنبش اجتماعی جوانان در آفریقاست و به‌نوعی بازتاب هویت فرهنگی جدیدی در شهرهای بزرگ آفریقای جنوبی به‌شمار می‌آید